# Xiaonanmen
Xiaonanmen (chiń. 小南门站) – stacja początkowa metra w Szanghaju, na linii 9. Zlokalizowana jest pomiędzy stacjami Lujiabang Lu i Shangcheng Lu. Została otwarta 31 grudnia 2009.